# 小平克
小平 克（こだいら まさる、1936年 - ）は、日本の教育者。専門は、森鴎外研究。

## 略歴
茨城県出身。本籍は長野県であり、諏訪郡豊平村（現・茅野市）育ち。長野県諏訪清陵高等学校を経て、東京教育大学文学部倫理学専攻（現・筑波大学人文・文化学群）卒業。香川県立高等学校教諭、 東京都立両国高等学校など東京都立高等学校教諭を務め、倫理・社会を担当。森鴎外を研究。

## 著書
- 小平克『森鷗外論　「エリーゼ来日事件」の隠された真相』おうふう、2005年4月。ISBN 4-273-03386-0。
- 小平克『森鷗外「我百首」と「舞姫事件」』同時代社、2006年6月。ISBN 4-88683-577-5。